# Dicoelosia
Dicoelosia is een monotypisch geslacht van uitgestorven brachiopoden, dat voorkwam van het Laat-Ordovicium tot het Vroeg-Devoon. Voorheen werd de naam Bilobites gebruikt, maar deze is niet meer van toepassing.

## Beschrijving
De schelp van deze 1,5 centimeter lange brachiopode is qua omtrek bijna driehoekig en heeft twee typerende lobben, met een steelklep, die duidelijk boller is dan de armklep. Beide kleppen bezitten een opzichtige sulcus (verdiept gedeelte van het buitenoppervlak). De steelklep heeft een sterk binnenwaarts gebogen wervel. Het doorgaans niet brede slot kan verschillen qua afmeting. De middelgrote interarea (het klepdeel tussen wervel en slot) heeft een open groeve die de steel doorliet. De radiaire richels zijn smal en verbreden zich naar de buitenrand toe. Dit geslacht hechtte zich vast aan bryozoën (mosdiertjes) en schelpfragmenten en bewoonde diepe tot middeldiepe wateren.